# أسماء الكتب المطبوعة عن المدينة المنورة
أسماء الكتب المطبوعة عن المدينة المنورة: نظراً لأهمية المدينة المنورة الدينية والتاريخية والحضارية، ومالها من مكانة متميزة في نفوس المسلمين، فقد ظلت على مدار التاريخ مهوى أفئدة العلماء والمؤرخين والباحثين، من سائر أقطار العالم الإسلامي يزورونها ويفدون إليها، ويكتبون عنها الكتب والمصنفات المتنوعة التي تشمل النواحي التاريخية والأخبار والفضائل، أو المعالم والآثار والأعلام، أو الحضارة والسكان والقضايا الاجتماعية وسوى ذلك، وقد تجمع عدد كبير من هذه المؤلفات ـ بعضها كتب مستقلة بذاتها، وبعضها فصول وصفحات من مؤلفات كبيرة ـ والبعض منها لا يزال مخطوطاً، وهذه المخطوطات منها ما تم الوصول إليه وتم تحقيق بعضها، ومنها ما لا يزال مفقوداً. وهناك أيضاً عدد من كتب الرحلات لرحالة من شتى الأقطار بلغات مختلفة.
نسعى إلى اقتناء وجمع كل ما يمكن الوصول إليه، كما نسعى إلى جمع المعلومات المتعلقة بالمدينة من بطون الصحف والمجلات والدوريات الأخرى والوثائق والرسائل الجامعية سواء بالتصوير، أو باستخراج المعلومة بواسطة النسخ، أو بالترجمة، حتى تجمع لدينا حصيلة وافرة، ولا تزال الجهود مستمرة لاستكمال البقية بإذن الله، وسنعرض فيما يلي قائمة موثقة بأسماء الكتب المتاحة حتى الآن:

قائمة بأسماء الكتب المطبوعة عن المدينة المنورة:

## (أ)
1. آثار المدينة المنورة ـ عبد القدوس الأنصاري. ط 4 المكتبة العلمية بالمدينة 1406هـ.
2. إتحاف المؤمنين بتاريخ مسجد خاتم المرسلين ـ مصطفى بن محمد بن عبد الله بن العلوي الرافعي. المكتبة العلمية بالمدينة المنورة 1404هـ.
3. الأحاديث الواردة في فضائل المدينة ـ جمع ودراسة د/صالح بن حامد بن سعد الرفاعي. مركز خدمة السنة والسيرة بالمدينة المنورة 1413هـ.
4. أخبار مدينة الرسول ((الدرة الثمينة)) محمد بن محمود بن النجار البغدادي. تحقيق صالح بن محمد جمال ـ مكتبة الثقافة بمكة المكرمة 1410هـ.
5. أخبار الوادي المبارك ـ محمد حسن شراب ـ دار التراث ـ المدينة المنورة 1405هـ.
6. الأصول في فضل مدينة الرسول صلى الله عليه وسلم. صلاح بن محمد كرنبة ـ ط1 دار القبلة ـ جدة 1409هـ.
7. أطلس المدينة المنورة د/محمد شوقي مكي ط1 جامعة الملك سعود الرياض 1405هـ.
8. أمراء المدينة وحكامها من عهد النبوة حتى اليوم ـ أحمد ياسين الخياري الأزهري ط1 جدة 1382هـ
9. أعلام من أرض النبوة ـ أنس يعقوب كتبي/نادي المدينة المنورة الأدبي ط1- 1414هـ.
10. أيام خالدة في طيبة الطيبة ((وقائع زيارة جلالة الملك فهد بن عبد العزيز للمدينة المنورة 1405هـ)) الجامعة الإسلامية. المدينة المنورة 1405هـ.

## (ب)
1. بدر الكبرى المدينة والغزوة ـ د/محمد عبده يماني ـ مؤسسة علوم القرآن ـ دمشق ـ بيروت 1415هـ

## (ت)
1. تاريخ المدينة المنورة. عمر بن شبة بن عبيدة بن ربطة النميري البصري ط 1399هـ/1979 م تحقيق ـ فهيم محمد شلتوت ـ الناشر. السيد حبيب محمود أحمد.
2. تاريخ معالم المدينة المنورة قديماً وحديثاً. أحمد ياسين أحمد الخياري. تعليق وإيضاح عبيد الله محمد أمين كردي ـ ط1 1410هـ نادي المدينة المنورة الأدبي.
3. التاريخ الشامل للمدينة المنورة: د/عبد الباسط بدر. المدينة المنورة 1414هـ.
4. التحفة الشماء في تاريخ العين الزرقاء. أحمد ياسين الخياري ـ المدينة المنورة 1412هـ.
5. تاريخ المسجد النبوي الشريف/محمد إلياس عبد الغني ـ ط1 1416هـ/1996م.
6. التحفة اللطيفة في تاريخ المدينة الشريفة. محمد بن عبد الرحمن السخاوي ط1 الناشر أسعد طرابزوني الحسيني 1399هـ مطبعة دار نشر الثقافة القاهرة.
7. تحفة المحبين والأصحاب في معرفة ما للمدنيين من الأنساب ـ عبد الرحمن الأنصاري. تحقيق محمد العروسي المطوي ط1. المكتبة العتيقة تونس 1390هـ.
8. تحقيق النصرة بتلخيص معالم دار الهجرة/زين الدين أبي بكر المراغي/حققه محمد الأصمعي. مؤسسة الأعلمي للمطبوعات، بيروت ط2 1401هـ.
9. تراجم أعيان المدينة في القرن ((12)) هجري ـ تحقيق د/محمد تونجي. مطبعة دار الشروق.
10. تطوير المنطقة المركزية في المدينة المنورة. مجموعة ابن لادن السعودية. المدينة 1412هـ.
11. التعليم الأهلي في المدينة المنورة من 1344 ـ 1408هـ دخيل الله عبد الله الحيدري/النادي الأدبي بالمدينة المنورة 1412هـ.
12. التعليم في المدينة المنورة ـ ناجي محمد حسن الأنصاري ـ ط1 ـ المؤلف نفسه ـ 1414هـ 1993م دار المنار القاهرة.
13. توسعة الحرم النبوي الشريف. هاشم دفتردار. جعفر فقيه. مطبعة الإنصاف. بيروت 1373هـ.

## (ح)
1. الحياة الاجتماعية والاقتصادية في المدينة المنورة في صدر الإسلام ـ نورة بنت عبد الملك بن إبراهيم آل الشيخ ـ تهامة ـ جدة 1403هـ.
2. حارة المناخة د/عاصم حمدان علي/دار القبلة للثقافة الإسلامية ـ جدة ـ ط1 1414هـ.

## (خ)
1. خطط المدينة المنورة ـ د/صالح أحمد العلي ـ طبعة مجلة العرب ـ الجزء الثاني عشر السنة الأولى 1387هـ/1967م دار اليمامة الرياض.
2. خلاصة الوفا بأخبار دار المصطفى صلى الله عليه وسلم ـ الإمام علي بن عبد الله بن أحمد الحسيني السمهودي ـ المكتبة العلمية بالمدينة المنورة 1392هـ.

## (د)
1. الدرة الثمينة فيما لزائر النبي صلى الله عليه وسلم إلى المدينة المنورة. نورها الله تعالى إلى يوم القيامة. الشيخ محمد بن عبد رب النبي المدني الدجاني الأنصاري الملقب بالقشاش ط1. مطبعة التقدم العلمية بمصر 1326هـ.

## (ذ)
1. ذخائر المدينة المنورة. محمد سعيد دفتردار ـ مطبعة الإنصاف. بيروت 1390هـ.
2. ذكريات طيبة. هاشم محمد سعيد دفتردار ـ مكتبة فقيه بالمدينة المنورة 1370هـ.
3. ذكريات العهود الثلاثة ـ محمد حسين زيدان ـ المؤلف نفسه. الرياض 1408/1988م.

## (ر)
1. الرحلة إلى المدينة المنورة. الشيخ محمود ياسين ـ المحقق: مأمون محمود ياسين ـ دار الفكر المعاصر بيروت ط1 1407هـ/1987م.
2. رسائل في تاريخ المدينة ـ تحقيق حمد الجاسر. ط1 دار اليمامة. الرياض 1392هـ.

## (س)
1. سكان المدينة المنورة ـ محمد شوقي بن إبراهيم مكي. ط1 1405هـ/1985م. دار العلوم للطباعة والنشر. الرياض.

Tourism in Almadinah Almunwarh : Study in Geography of Tourism . Hanadi A Alahrbi .2005. King Abdullaziz unversity
```
2- سوق القمّاشة.. تاريخ سقط من ذاكرة التاريخ - سعود بن جعفر عبد الغني . ط1 1438هـ / 2017م / النادي الأدبي والثقافي . المدينة المنورة.
```

## (ش)
1. شارع العنبرية/ هشال بن عبد العزيز الخريصي الرياض/ مكتبة الملك فهد الوطنية/1415هـ.

## (ص)
1. صور وذكريات عن المدينة المنورة ـ عثمان حافظ. ط1 نادي المدينة المنورة الأدبي 1403هـ مطابع مؤسسة المدينة للصحافة بجدة.
2. صور من الحياة الاجتماعية بالمدينة المنورة ـ ياسين أحمد الخياري. تقديم ومراجعة/عبيد الله محمد أمين كردي ـ المؤلف ط2\ 1415هـ/1995م.

## (ط)
1. الطريق إلى المدينة ـ أبو الحسن علي الحسني الندوي ط1\1385هـ/1965م. المجمع الإسلامي العلمي ـ لكنوا الهند ط2\ 1407/1987م.
2. طيبة في عيون فنان تشكيلي ـ فؤاد مغربل ـ النادي الأدبي في المدينة المنورة 1409هـ.
3. طيبة وفنها الرفيع ـ حاتم عمر طه ط1\1404هـ ـ منشورات النادي الأدبي بالمدينة المنورة.
4. طيبة وذكريات الأحبة - أحمد أمين صالح مرشد/مراجعة عبيد الله أمين كردي ط1 1413هـ 1993م دار البلاد للطباعة والنشر جدة، وهي سلسلة تأتي بقلم المؤلف ومشاركة أهالي الحدث الذي يقصده الكاتب .

## (ع)
1. عمدة الأخبار في مدينة المختار ـ الشيخ أحمد بن عبد الحميد العباسي ط4 الناشر أسعد طرابزوني الحسيني ـ توزيع المكتبة العلمية بالمدينة المنورة.
2. عنوان النجابة في معرفة من مات بالمدينة من مشاهير الصحابة. مصطفى بن محمد بن عبد الله العلوي الرافعي ط1 المكتبة العلمية بالمدينة المنورة 1404هـ.

## (ف)
1. فصول من تاريخ المدينة المنورة ـ علي حافظ. شركة المدينة للطباعة والنشر 1406هـ.
2. فضائل المدينة المنورة ـ لأبي سعيد المفضل بن محمد بن إبراهيم الجنيدي اليمني المكي ط1 ـ 1410هـ. مكتبة دار التراث بالمدينة المنورة 1401هـ.
3. فضائل المدينة المنورة ـ د/خليل إبراهيم ملا خاطر ـ دار القبلة للثقافة الإسلامية، جدة. مكتبة دار التراث. المدينة المنورة ط1- 1413هـ 1993م.
4. الفلاحة المدنية لبلدة خير البرية. إبراهيم بن أحمد حمدي خربوتي المدني ـ تحقيق ـ أديب عمر الحصري ـ دار الإرشاد الزراعي ـ المدينة المنورة 1409هـ.

## (ق)
1. القبة الخضراء (مسجد رسول الله ﷺ) الشريف أحمد محمد صالح الحسيني. المدينة المنورة.

## (ك)
1. كتاب الدر الثمين في معالم مدينة الرسول الأمين e. غالي محمد الأمين الشنقيطي ـ إدارة إحياء التراث الإسلامي ـ قطر 1408هـ.

## (م)
1. المجتمع المدني في عهد النبوة ـ الجهاد ضد المشركين د/أكرم ضياء العمري ط1 المؤلف نفسه 1404هـ.
2. مجتمع المدينة قبل الهجرة وبعدها/حسن خالد ـ دار النهضة العربية ـ بيروت ـ 1406هـ.
3. مجتمع المدينة في عهد الرسول e د/عبد العزيز بن إدريس ط1. جامعة الملك سعود ـ الرياض 1402هـ.
4. مجتمع المدينة في عهد الرسول e د/محمد لقمان الأعظمي الندوي ـ دار الاعتصام ـ القاهرة.
5. مدرسة العلوم الشرعية بالمدينة المنورة ـ دار التراث المدينة 1411هـ د/محمد عيد الخطراوي.
6. مدرسة طيبة الثانوية 50 عاماً/محمد صالح البليهشي ـ الشركة السعودية للأبحاث والنشر ط1 1416هـ.
7. المدرسة الناصرية بالمدينة المنورة ـ وزارة المعارف. مركز المعلومات الإحصائية والتوثيق التربوي بوزارة المعارف 1394هـ.
8. المدينة في العصر الأموي. محمد محمد حسن شراب ط1 ـ دار التراث بالمدينة المنورة مؤسسة علوم القرآن ـ بيروت. دمشق 1404هـ.
9. المدينة في العصر الأيوبي. عائشة باقاسي. نادي مكة المكرمة الثقافي 1400هـ.
10. المدينة في العصر الجاهلي. الحياة الاجتماعية والسياسية والثقافية والدينية. محمد العيد الخطراوي ط1 مؤسسة علوم القرآن دمشق.
11. المدينة في العصر الجاهلي ـ الحياة الأدبية ـ محمد العيد الخطراوي ط1 ـ دار التراث المدينة المنورة. مؤسسة علوم القرآن. بيروت. دمشق 1403هـ.
12. المدينة المنورة ـ اقتصاديات. المكان ـ السكان ـ المورفولوجية  د/عمر فاروق السيد رجب ط1 دار الشروق للنشر والتوزيع والطباعة جدة 1399هـ.
13. المدينة المنورة بين الأدب والتاريخ د/عاصم حمدان علي حمدان. النادي الأدبي بالمدينة المنورة 1412هـ.
14. المدينة المنورة بين الماضي والحاضر. إبراهيم بن علي العياشي ط1 ـ المكتبة العلمية ـ المدينة المنورة 1392هـ/1972م.
15. المدينة النبوية ـ محمد حسن شراب دار القلم ـ دار البشائر 1415هـ.
16. المدينة المنورة ـ تطورها العمراني. تراثها المعماري. صالح لمعي مصطفى ط1 دار النهضة العربية بيروت 1401هـ.
17. المدينة المنورة دراسة سكانية ـ د/عمر الفاروق السعيد ((السيد رجب)) بحوث المؤتمر الجغرافي الأول المجلد الخامس. أشرف على طباعته إدارة الثقافة والنشر بجامعة الإمام محمد بن سعود. الرياض.
18. المدينة المنورة عبر التاريخ الإسلامي ـ الشريف أحمد بن محمد صالح الحسيني ط2 ـ مكتبة دار العروبة ـ الكويت 1401هـ.
19. المدينة المنورة عاصمة الإسلام الأولى د/محمد السيد الوكيل ط1 دار المجتمع للنشر والتوزيع جدة 1406هـ.
20. المدينة في التاريخ. عبد السلام هاشم حافظ ط3 منشورات نادي المدينة المنورة الأدبي 1402هـ.
21. المدينة المنورة في رحلة العياشي دراسة وتحقيق محمد أمحزون ط1 1408هـ/1988م.
22. المدينة المنورة في صدر الإسلام ـ د/محمد عيد الخطراوي ط1 مكتبة دار التراث بالمدينة المنورة ومؤسسة علوم القرآن. بيروت. دمشق 1404هـ.
23. المدينة المنورة وأول بلدية في بلاد الإسلام ـ صدقة حسن خاشقجي ومحمد عبد الجليل النمر. بلدية المدينة المنورة.
24. المدينة المنورة اليوم. محمد صالح البليهشي ط1 - 1402 هـ. من منشورات النادي الأدبي بالمدينة المنورة.
25. المدينة المنورة في القرن الرابع عشر الهجري / أحمد سعيد بن سلم. ط1\1414هـ/1993م.
26. المسجد النبوي عبر التاريخ د/محمد السيد الوكيل ـ موسوعة المدينة المنورة التاريخية دار المجتمع للنشر والتوزيع 1409هـ.
27. معالم دار الهجرة ـ يوسف عبد الرزاق ط2. المكتبة العلمية. المدينة المنورة 1401هـ.
28. المغانم المطابة في معالم طابة ـ مجد الدين محمد بن يعقوب الفيروز أبادي ط1 تحقيق حمد الجاسر ـ دار اليمامة. الرياض 1398هـ.
29. مقتطفات من رحلة العياشي ((ماء الموائد)) حمد الجاسر ـ منشورات دار الرفاعي للنشر والطباعة والتوزيع.
30. من نفحات طيبة علي الطنطاوي ـ دار الفكر ـ دمشق 1389هـ/1960م.

## (ن)
1. نزهة الناظرين في مسجد سيد الأولين والآخرين. السيد جعفر بن السيد إسماعيل المدني البرزنجي ط1 المطبعة الجمالية. مصر.

## (و)
1. وفاء الوفا بأخبار دار المصطفى. نور الدين علي بن عبد الله السمهودي تحقيق محمد محي الدين عبد الحميد ط4 ـ دار الكتب العلمية. بيروت 1404هـ/1984م.

## (ي)
1. ((يثرب)) قبل الإسلام ـ د/محمد السيد الوكيل. ط1. دار المجتمع للنشر والتوزيع ـ جدة 1406هـ.